# The Gate (Björk)
(Estratto dal testo di The Gate)
The Gate è un singolo della cantante islandese Björk, pubblicato il 15 settembre 2017 come primo estratto dal nono album in studio Utopia.

## Antefatti e pubblicazione
La pubblicazione era già stata annunciata da Björk il 5 settembre attraverso i social network e fissata per il 18 dello stesso mese; a sorpresa la data è stata tuttavia anticipata, soltanto il giorno prima, al 15 settembre.

## Descrizione
Il brano è stato scritto e prodotto da Björk ed Arca, con cui l'artista aveva già collaborato per il disco Vulnicura nel 2015.
A proposito del brano, Björk ha affermato: «The Gate è essenzialmente una canzone d'amore, ma dico "amore" in modo più trascendentale. Vulnicura è stata una perdita molto personale e penso che questo nuovo album riguardi un amore ancora più grande. Si tratta di riscoprire l'amore - ma in modo spirituale, in mancanza di una parola migliore».
Il tema della ferita, rappresentata principalmente dalla fine della decennale relazione con l'artista Matthew Barney, segna la continuità con Vulnicura (il cui titolo stesso è composto dalle parole vulnus, "ferita", e cura): in Vulnicura, infatti, si parla spesso di ferite, specie nel testo di Stonemilker («who is open chested / and who has coagulated») e in quello di Black Lake («I am one wound»). Nel singolo The Gate viene ora descritta una ferita al torace guarita, trasformata in una porta da cui la cantante può prendersi cura dell'amato.
In occasione del Björk Orkestral, serie di concerti del 2021 in cui ha celebrato la sua carriera, Björk ha affermato sulla canzone:

## Accoglienza
Mike Wass di Idolator definisce The Gate «un'avventura ambient che potrebbe essere interpretata come una poesia moderna o una sconfitta completa a seconda del tuo punto di vista, ma è innegabilmente splendida e facile alle orecchie». Vulture descrive la canzone come «ossessionante e poetica».
Su Pitchfork, The Gate è indicata come miglior nuova traccia e Philip Sherburne descrive il brano affermando che «Björk non si è mai allontanata da audaci metafore, e qui, con il suo portale a forma di uovo nel dominio dell'amore, punta in alto più che mai. Tutto ciò che viene dopo questa istantanea della gestazione dell'amore non si sente più come qualcosa di magico».

## Video musicale
Il 18 settembre 2017 è pubblicato sul canale Nowness il video ufficiale di The Gate, diretto dal collaboratore di lunga data Andrew Thomas insieme alla stessa Björk, al designer di Gucci Alessandro Michele (che ha progettato il vestito della cantante per il video) e a James Merry (che ha progettato il copricapo).
Il video si apre in un’ambientazione rurale dove siede Björk nell’atto di suonare il flauto, proseguendo poi con una serie di motivi futuristici.
Se nell’album Vulnicura Björk ha utilizzato la metafora di una ferita al petto per rappresentare il dolore del suo divorzio, il video di The Gate mostra quella ferita guarita. “Il tema della ferita ha attraversato l’intero album, in particolare il video musicale di Family”, ha spiegato la cantante in un’intervista del venerdì precedente alla pubblicazione del video di The Gate. “Per superare ciò nel mondo del visuale con Andy, siamo arrivati quasi a un breve discorso che lo definisce come l’unico direttore di questo video, dove la ferita guarisce”.
In un’intervista al sito del canale Nowness, il direttore Huang ha affermato: “The Gate prende forma dove finisce il Vulnicura del 2015. È una prima visuale sull'Utopia di Björk. L’entrata sta nella ferita di Vulnicura, che ora appare trasformata in un portale prismatico tra i petti di due amanti. Non amanti intesi nell’accezione romantica di tutti i giorni, ma in modo più ampio e universale. Come una superstrada verso il nuovo album di Björk, The Gate è una dichiarazione di speranza cantata da una donna rifratta e riformata in un insieme luminoso”. Ha poi aggiunto: “Sono particolarmente orgoglioso di questo video dal momento che lo ritengo all’apice della mia collaborazione lunga cinque anni con Björk e James Merry. È stata una relazione a tre sensi tanto nutriente e questo video è la perfetta sintesi delle nostre menti e dei nostri cuori. Avere un progetto di Alessandro Michele come pezzo forte in questo video è un sogno”.

## Tracce
CD
1. The Gate (edit) – 3:56
2. The Gate – 6:39

Download digitale
1. The Gate – 6:38

Vinile
1. The Gate – 7:32

## Classifiche
| Classifica (2017) | Posizione massima |
| ----------------- | ----------------- |
| Francia           | 89                |

## Date di pubblicazione
| Paese | Data di pubblicazione | Etichetta              | Formato           |
| ----- | --------------------- | ---------------------- | ----------------- |
| Mondo | 15 settembre 2017     | One Little Independent | Download digitale |
| Mondo | 22 settembre 2017     | One Little Independent | Disco in vinile   |